# Zoétélé
Zoétélé (en Ntoumou : « éléphant debout ») est une commune camerounaise qui se situe dans la région du Sud, dans le département du Dja-et-Lobo. La ville rurale est le chef-lieu de l’arrondissement du même nom. 

## Géographie
La localité est située sur la route D34 à 54 km au nord du chef-lieu départemental Sangmélima. Sa distance approximative est de 120 km au sud/sud-est de Yaoundé, via la route nationale 9. À vol d’oiseau, la localité est à 37 km de Sangmélima, 52,1 km de Mbalmayo, 90,5 km d’Ebolowa et 44,7 km de Mvomeka’a.

## Population
Lors du recensement de 2005, la commune comptait 30 583 habitants, dont 3 634 pour Zoétélé Ville.

## Chefferies traditionnelles
L'arrondissement de Zoétélé compte six chefferies traditionnelles de 2e degré :
- 735 : Groupement Mvog Mezang
- 736 : Groupement Mvog Zang
- 737 : Groupement Mvog Zomo
- 738 : Groupement Esse
- 739 : Groupement Yemfek
- 740 : Groupement Mvog Ella

## Structure administrative de la commune
Outre Zoétélé proprement dit, la commune comprend les villages suivants :Ntouzo'o Jean Louis, homme politique Et chef de village de Nkolbang
- Abangok
- Adjap
- Akok
- Angongue
- Awout
- Bibe
- Biboulemam
- Bindoumba
- Bingou
- Bingou
- Biyan
- Ebamina
- Ekombite
- Enamengal
- Engoutouk
- Enyeng
- Essa
- Etoto
- Fibot
- Kondebilong
- Kondebiyen
- Kondemeyos
- Mbedoumou
- Meba
- Mekak
- Melomebae
- Mengbwa
- Messam
- Messok
- Meyiboto
- Meyila
- Minkoumou
- Mvoutessi
- Ndele
- Ngolebang
- Ngomedjap
- Ngoungoumou I
- Nkilzok
- Nkolassok
- Nkolbang
- Nkolfiti
- Nkolkas
- Nkolofong
- Nkoumadjap
- Nnemeyong
- Nsimi
- Olounou
- Otetek
- Oveng
- Woabete
- Yem

## Cultes
Le village chef-lieu est le siège de la paroisse catholique Sainte-Marguerite de Zoétélé, fondée en 1958, rattachée au diocèse de Sangmélima.

## Philatélie
En 1984, la République unie du Cameroun a émis un timbre de 60 F représentant l'église catholique de Zoétélé.

## Personnalités originaires de Zoétélé
- Guillaume Oyônô Mbia (1939-2021) écrivain, né à Mvoutessi II
- Martin Belinga Eboutou (1940-2019), homme politique né à Nkilzok
- Remy Ze Meka (1952-), homme politique, ancien ministre
- Polycarpe Abah Abah (1954-), homme politique, ancien ministre
- Edgar Alain Mebe Ngo'o (1957-), homme politique, né à Sangmelima
- Georges Elanga Obam , Administrateur Civil Principal, Ministre de la décentralisation et du développement local
- Bruno Ateba Edo (1964-), évêque
- Professeur Dominique Obounou Akong, ancien Directeur de l'hôpital Central de Yaoundé et ancien Recteur de l'université de Yaoundé 2
- Professeur Pierre Owono Ateba,ancien Secrétaire général du Ministère de l'enseignement supérieur
- Akoa Akoa Richard (1946-2020), Chef d'Oveng, ingénieur de Génie Civil, expert à la Banque Mondiale, vice-président de la Fecafoot, Président de Prévoyance FC, cadre supérieur à la CNPS, vice-directeur de la construction du port de Douala.
- Ebanga Pierre, secrétaire administration principale : souspréfet de Mfou, souspréfet de Ma'an, conseiller aux affaires juridiques du gouverneur de l'Est Bertoua, provincial des Transports du Centre (né en 1940 à Nden)
- Rev. Dr Ateba Georges Hervé (1966-2021), chargé de mission au secrétariat général du premier ministère, pasteur de l’église presbytérienne camerounaise, docteur en théologie.
- M. Abessolo Meka Martin (1941-2012), journaliste, ancien Directeur Général de Cameroon Publi Expansion de 1974 à 2008.
- Daniel Pascal Elono, titulaire d'un Doctorat Ph.D en Relations Internationales, Diplomate de formation et de carrière ayant le grade de Ministre Plénipotentiaire, Fonctionnaire international.
- Vital Okomo Emanga. Né à Yaoundé, originaire de Minkoumou. Patron de Direct Sud — de la SCI de la Saône — de la Holding Vital Okomo — de la Fondation Direct Sud. Nationalité française. Marié et père de deux filles. Nom Populaire : l'éléphant de la diaspora.